# Bandar Jaya (Sekayu)
Bandar Jaya is een bestuurslaag in het regentschap Musi Banyuasin van de provincie Zuid-Sumatra, Indonesië. Bandar Jaya telt 3339 inwoners (volkstelling 2010).